# Blatnice (Polsko)
Blatnice (polsky Bładnice) je obec (starostenství) v jižním Polsku ve Slezském vojvodství v okrese Těšín v gmině Skočov. Leží na území Těšínského Slezska ve Slezském podhůří na řece Blatnici, asi tři kilometry jihozápadně od centra Skočova. Ke dni 30. 3. 2016 zde žilo 859 obyvatel, rozloha obce činí 2,91 km².
Starostenství Blatnice se skládá ze dvou částí: větší (748 obyvatel) Dolní Blatnice (Bładnice Dolne) na severu a menší (111 obyvatel) Horní Blatnice (Bładnice Górne) na jihu. První zmínka o vesnici pochází z roku 1416. K rozdělení došlo někdy v 17. století. Zatímco Dolní Blatnice zůstávala samostatnou vesnicí, Horní byla až do roku 1973 součástí Nerodimě, dnes městské části Ustroně.
Obcí probíhá železniční trať Bílsko-Bělá – Český Těšín. V Dolní Blatnici se nachází zastávka Skoczów Bładnice, odkud odjíždějí spoje do Katovic a Visly.